# Еврейка с апельсинами
«Еврейка с апельсинами» (пол. Żydówka z pomarańczami), также «Апельсины» (пол. Pomarańczarka) или «Торговка апельсинами» (пол. Przekupka z pomarańczami) — картина в стиле реализма с элементами импрессионизма польского художника Александра Герымского, на которой на фоне городского пейзажа изображена пожилая еврейка с корзинами фруктов. Полотно написано в 1880—1881 годах и представляет собой живопись маслом на холсте размером 66×55 см. В настоящее время хранится в Национальном музее в Варшаве.

## История
Полотно было написано в 1880—1881 годах в Варшаве. В то время Герымский тесно общался с деятелями культуры, писавшими статьи для позитивистского еженедельника «Вендровец», в частности с художником Станиславом Виткевичем и литературным критиком Антонием Сыгетыньским. Тогда же им была создана серия реалистичных жанровых сцен, изображающих жизнь еврейских жителей Повисле и других бедных районов Варшавы. Работами из этой серии также являются полотна «Ворота в Старом городе в Варшаве» и несколько версий «Праздничных труб».
Сначала изображение принадлежало антикварному магазину «Дом искусства» в Варшаве, откуда было приобретено Национальным музеем. Во время Второй мировой войны и оккупации Польши в 1939 году картина была похищена нацистами. Польша добивалась возвращения полотна с 1945 года.
В 2010 году картина появилась на антикварном рынке в Германии. Она была выставлена на продажу 27 ноября 2010 года аукционным домом Эвы Альдаг в Букстехуде, недалеко от Гамбурга. Первоначальная стоимость полотна была обозначена в четыре тысячи четыреста евро. Министерство культуры и национального наследия Польши начало переговоры о её возвращении в Польшу. Владелица аукционного дома утверждала, что не знала о стоимости произведения и о том, что оно было украдено нацистами из Национального музея в Варшаве. В 2011 году картина вернулась в собрания Национального музея, после того, как фонд PZU выплатил компенсацию прежнему владельцу полотна.

## Описание
На картине изображена пожилая еврейка, торговка фруктами. Женщина одета в старую одежду. На голове у неё капот и на плечах — шарф. В руках она держит корзины, в одной из которых видны апельсины. Выражение лица у торговки серьёзное. Подчёркнутые скулы и заметные морщины усиливают эффект грусти и беспомощности. Эту же модель художник изобразил на картине «Еврейка с лимонами» и утраченной картине «Еврейка, торгующая фруктами». На заднем плане произведения изображены крыши городских домов. В левом нижнем углу полотна автор оставил подпись и название города, в котором он написал картину.